# ラブホの上野さん
『ラブホの上野さん』（ラブホのうえのさん）は、原案：上野・作画：博士による日本の漫画作品。『月刊コミックフラッパー』（KADOKAWA メディアファクトリー刊）にて、2014年7月号から2018年10月号まで連載された。ストーリーは基本的に1話完結で、恋愛問題に悩む人物の前に主人公の上野が現れ、時には後輩の一条などを交えながら、心理学などを駆使して、目当ての異性の心を射止めるためのアドバイスをおこなう内容になっている。最後に、上野が自分が相談に乗った相手に対して、恋愛が成就したあかつきには、自分が勤務するラブホテルの五反田キングダムを利用するよう勧めるのがオチになっている。
ラブホテルに関するうんちくや実際にあったエピソード、恋愛を成就させるテクニックなどを紹介した上野のtwitterが話題となり、漫画として連載されることとなった。漫画は恋愛指南が中心であり、ラブホテルに関するうんちくやエピソードは単行本1巻につき、数ページ程度紹介されるにすぎない。
2016年8月に発売された第4巻初版につけられた帯で実写化が決定したことが報告され、12月にフジテレビオンデマンドで配信ドラマ、2017年にはテレビドラマとして放送（後述）。

## 主要登場人物
上野（うえの）
ラブホテル「五反田キングダム」のスタッフ。KO大学卒業のインテリ。恋愛問題に悩む人物の前にどこからともなく現れ、恋愛指南をする。ただし、彼自身はドライな性格なため、相手を突き放したような口調でアドバイスをおこなう。相談に乗った後は、恋愛が成就したあかつきには五反田キングダムを利用するよう勧めるがお約束になっている。ただし、上野の目的は五反田キングダムの売り上げを上げることなので、恋愛が成就しなくても、何かと理由をつけて相手に五反田キングダムを利用するよう勧誘する。
一条（いちじょう）
上野の後輩スタッフ。上野と共に登場することが多い。基本的に上野の恋愛指南は、上野が一条に問いかけ、一条がそれに答え、一条の答えに上野がダメ出しをして正答を示すという形で進行する。上野のことを得体のしれない人物と思っているが、ラブホテルのスタッフとしての技量は認めており、敬意を抱いている。
同僚の相川を慕っているが、相川の気をひくための行為は裏目に出ることが多い。相川に恋人がいることがわかった後も相川にアタックを続けている。
相川千尋（あいかわ ちひろ）
五反田キングダムでアルバイトをしている女子大生。目つきが悪いために、常に周囲から怒っているのかと思われてしまう。残業代狙いにシフトを入れることが多い。
上野の恋愛指南の成功率を評価する一方で、上野のことを「うざいしゲスくて性悪」と評している。また、一条に対しては冷たい態度をとることが多い。岡本という恋人がおり、彼に対しては常に従順な態度をとっている。
岡本（おかもと）
相川の恋人。女性の気持ちを察するのがうまく、気難しい相川とも順調に交際しており、一条からは「リア充パターン」などと評されている。デート代をどちらかが持つかという相談を上野にして以来、上野の解説のために時折呼ばれるようになり、基本的に良い例として紹介される。

## 書誌情報

### コミック
- 上野（原案）・博士（作画）『ラブホの上野さん』 KADOKAWA〈MFコミックス フラッパーシリーズ〉、全9巻
  1. 2015年1月23日発売[3][4]、ISBN 978-4-04-067249-6
  2. 2015年7月23日発売[5]、ISBN 978-4-04-067560-2
  3. 2016年2月23日発売[6]、ISBN 978-4-04-068206-8
  4. 2016年8月23日発売[7]、ISBN 978-4-04-068511-3
  5. 2016年12月23日発売[8]、ISBN 978-4-04-068801-5
  6. 2017年6月23日発売[9][10]、ISBN 978-4-04-069259-3
  7. 2017年10月23日発売[11]、ISBN 978-4-04-069469-6
  8. 2018年4月23日発売[12]、ISBN 978-4-04-069817-5
  9. 2018年10月23日発売[13]、ISBN 978-4-04-065208-5

### 単行本
- 上野 『ごきゅうけいですか? ラブホスタッフの上野さん』 KADOKAWA/メディアファクトリー、2015年7月23日発売、ISBN 978-4-04-067739-2
- 上野 『ラブホの上野さんの恋愛相談 恋に悩める男女に贈る!』 KADOKAWA/エンターブレイン、2016年5月30日発売[14]、ISBN 978-4-04-734181-4
- 上野 『ラブホの上野さんの恋愛相談2 恋に悩める男女に贈る!』 KADOKAWA/エンターブレイン、2016年11月30日発売[15]、ISBN 978-4-04-734391-7

### 廉価版
- 上野（原案）・博士（作画）『ラブホの上野さん 目指せモテルート!』 KADOKAWA〈コンビニ販売コミックス〉、2017年1月28日発売[16]、ISBN 978-4-04-068833-6

## ドラマ
同名タイトルのドラマが、2016年12月1日より毎週木曜日にフジテレビオンデマンドで配信。2017年1月19日（18日深夜）から4月5日までフジテレビでも放送された。主演は本郷奏多。一条にオリジナルの設定が加えられている。また、オリジナルキャラクターが数多く登場する。
続編となる『ラブホの上野さん Season2』が、2017年10月12日より配信・放送開始。

### キャスト
- 上野さん - 本郷奏多

五反田キングダムのマネージャー。神出鬼没に出現し、色々な人々の恋の相談に乗る。原作同様、ドライな性格で毒舌だが、一条の恋を成就させるために親身になったり、佐奈の成長を促すために陰ながら尽力したりするなど、原作より後輩思いな人物として設定されている。
- 一条 昇 - 柾木玲弥[20]

初登場時は童貞の大学生。五反田キングダム付近で姿を消した、意中の女の子を探しているときに上野と出会い、彼から恋愛術を学ぶため、五反田キングダムでアルバイトとして働き始める。惚れっぽい性格で女の子に声をかけまくっていた。やがて麻衣に好意を抱き、相思相愛となったが、現在は遠距離恋愛中。Season2では大学を卒業し、五反田キングダムに就職しているが、童貞のまま。
- 相川千尋 - 大沢ひかる

五反田キングダムの大学生アルバイト。愛想が悪いところや一条に厳しいところは原作と変わらない。
- 三田悦子 - 麻丘めぐみ

五反田キングダムの清掃係。ドラマオリジナルキャラクター。一条の言動を常に観察しており、さらに自身のブログでもそれを紹介している。
- 中瀬麻衣 - 松井愛莉

五反田キングダムの近くにある「むちゃカフェ」の店員。ドラマオリジナルキャラクター。五反田キングダムにコーヒーを届けに行ったときに一条と遭遇する。そのとき、一条に客と間違われ、さらにそばに派手な下着が落ちていたため、一条から失礼な言葉を投げかけられる。そうした最悪な出会いにもかかわらず、一条に対して親切に接し、次第に一条に好意を寄せるようになる。一条と相思相愛になったが、カフェ経営について学ぶため、パリに旅立つ。
- 室田平吉 - 聡太郎

「むちゃカフェ」のマスター。ドラマオリジナルキャラクター。上野が英語のジョークを言ったときにとっさにその意味を解説するなど博識なところを見せる。
- 菊地大雅 - 芋洗坂係長

五反田キングダムに出入りしている業者。ドラマオリジナルキャラクター。見かけはさえない小太りの中年男性だが、ある程度恋愛の駆け引きのテクニックを身に着けており、女性にもてる。
- 品川佐奈 - 古畑星夏

五反田キングダムの大学生アルバイト。ドラマオリジナルキャラクター。Season2より登場。大学では男子学生に人気があり、「姫」と呼ばれる。上野の策略で五反田キングダムでアルバイトすることとなる。リア充集団に入れなかったコンプレックスからひとりよがりな言動を繰り返していたが、五反田キングダムで経験を積むことで人間的に成長していく。
- 大崎里帆 - 天野菜月

「むちゃカフェ」の高校生アルバイト。ドラマオリジナルキャラクター。Season2より登場。クールな性格で一条に冷たい。

### スタッフ
- 演出：日暮謙、小野浩司（シーズン２から）
- 脚本：神田優、小鶴乃哩子、山﨑佐保子（シーズン２から）
- 主題歌：アカシック『マイラグジュアリーナイト』(unBORDE)
- イメージソング：アカシック『愛×Happy×クレイジー』(unBORDE)
- 音楽：佐藤優介
- 技術協力：レック
- 美術協力：テレビ東京アート
- 照明協力：プログレッソ
- 音響効果：サウンドライズ
- ポスプロ：スタジオNAO
- 撮影ホテルコーディネート：ワールド・ホテル・コミュニケーションズ
- 企画・総合プロデューサー：野村和生（フジテレビ）、下川猛（フジテレビ）
- プロデューサー：澤田賢一
- 制作プロダクション：トップシーン
- 制作著作：フジテレビ

### 放送日程
| 各話   | 配信開始日     | 放送日         | サブタイトル              | 脚本       | 備考     |
| ------ | -------------- | -------------- | ------------------------- | ---------- | -------- |
| 第1話  | 2016年12月01日 | 2017年01月19日 | ラブホテルへの誘い方      | 神田優     | 10分拡大 |
| 第2話  | 12月08日       | 01月26日       | ゲスな話題で盛り上げろ!   | 神田優     |          |
| 第3話  | 12月15日       | 02月02日       | おごらなくちゃいけないの? | 小鶴乃哩子 |          |
| 第4話  | 12月22日       | 02月08日       | 理想のタイプって難しい    | 小鶴乃哩子 |          |
| 第5話  | 12月29日       | 02月15日       | 勝てる合コン 負ける合コン | 小鶴乃哩子 |          |
| 第6話  | 2017年01月05日 | 02月23日       | 素敵な言い訳              | 神田優     |          |
| 第7話  | 01月12日       | 03月15日       | 感情の一致で恋が始まる    | 神田優     |          |
| 第8話  | 01月19日       | 03月15日       | お友達ゾーン脱出作戦      | 小鶴乃哩子 |          |
| 第9話  | 01月26日       | 03月22日       | 言葉を制する者が恋を制す! | 小鶴乃哩子 |          |
| 第10話 | 02月02日       | 03月22日       | 恋のヒエラルキー          | 神田優     |          |
| 第11話 | 02月09日       | 03月29日       | 完璧なデートプラン        | 神田優     |          |
| 第12話 | 02月16日       | 04月05日       | 恋の勝者とは?             | 神田優     |          |

| 各話   | 放送日         | サブタイトル                  | 脚本       | 備考 |
| ------ | -------------- | ----------------------------- | ---------- | ---- |
| 第1話  | 2017年10月12日 | プレゼントで落とせ!           | 神田優     |      |
| 第2話  | 10月19日       | 浮気と決めつける その前に……   | 神田優     |      |
| 第3話  | 10月26日       | 恋活パーティー完全攻略法!!    | 小鶴乃哩子 |      |
| 第4話  | 11月2日        | イジられたい女たち            | 山﨑佐保子 |      |
| 第5話  | 11月9日        | 磨いて光って恋をして!?        | 神田優     |      |
| 第6話  | 11月16日       | キャバクラ純愛物語            | 山﨑佐保子 |      |
| 第7話  | 11月23日       | リア充とは何だ?               | 神田優     |      |
| 第8話  | 11月30日       | 恋愛指南バトル!ニセ上野現る!? | 小鶴乃哩子 |      |
| 第9話  | 12月7日        | ウソつきは不倫の始まり        | 山﨑佐保子 |      |
| 第10話 | 12月14日       | 恋とデートはタイミング!       | 神田優     |      |
| 第11話 | 12月21日       | 素敵なフリ方フラれ方          | 神田優     |      |

※日時表記は暦日表記で記載しており、提出された出典内容や公式サイトで表示されている内容とは異なる箇所が一部にある。